# Steve Pecher
Steve Pecher (ur. 13 lutego 1956 w Saint Louis) – amerykański piłkarz, grający na pozycji obrońcy, reprezentant kraju.

## Kariera piłkarska
Steve Pucher karierę piłkarską rozpoczął w juniorach Florissant Cougars, uniwersyteckiej drużynie Normandy High School w Saint Louis, z którą w 1974 roku zdobył mistrzostwo stanu Missouri. Potem w latach 1975–1976 grał w drużynie uniwersyteckiej Florissant Valley Community College.
W 1976 roku rozpoczął profesjonalną karierę zostając zawodnikiem klubu ligi NASL – Dallas Tornado, w barwach którego występował do 1980 roku rozgrywając 139 meczów ligowych, strzelając w nich 7 goli, a także w sezonie 1979 zdobył z halową drużyną Halowe mistrzostwo NASL, a w sezonie 1976 został ogłoszonym Odkryciem Roku NASL.
Steve Pucher potem występował w klubach ligi MISL: St. Louis Steamers (1979–1984), Kansas City Comets (1984–1985), St. Louis Steamers (1985–1987) i Los Angeles Lazers, gdzie w 1988 roku w wieku 32 lat zakończył piłkarską karierę. Łącznie w lidze MISL rozegrał 309 meczów i strzelił 62 gole.

## Kariera reprezentacyjna
Steve Pecher w latach 1976–1980 rozegrał 17 meczów w reprezentacji Stanów Zjednoczonych. Zadebiutował w niej 24 września 1976 roku na Empire Stadium w Vancouver w zremisowanym 1:1 meczu kwalifikacyjnym mistrzostw świata 1978 z reprezentacją Kanady, a ostatni mecz rozegrał 9 listopada 1980 na Estadio Azteca w Meksyku w przegranym 1:5 meczu kwalifikacyjnym mistrzostw świata 1982 z reprezentacją Meksyku.

## Sukcesy piłkarskie

### Florissant Cougars
- Mistrzostwo stanu Missouri: 1974

### New York Cosmos
- Halowy mistrz NASL: 1979

### Indywidualne
- Odkrycie Roku NASL: 1976

## Po zakończeniu kariery
Steve Pecher po zakończeniu kariery pracował w firmie Marriott, gdzie był dyrektorem sprzedaży detalicznej. We wrześniu 2002 roku został dyrektorem sportowym klubu uniwersyteckiego St. Louis Scott Gallagher. Był tam również trenerem drużyny dziewczęcej.